# Provinces de Belgique
 (juin 2016).
Si vous disposez d'ouvrages ou d'articles de référence ou si vous connaissez des sites web de qualité traitant du thème abordé ici, merci de compléter l'article en donnant les références utiles à sa vérifiabilité et en les liant à la section « Notes et références ».

Régions et provinces de Belgique

Les provinces de Belgique sont l'une des subdivisions de l'État belge. Elles sont dirigées par un Gouverneur.
Elles sont au nombre de dix, chacune dépendant de l'une des trois régions administratives du pays. La Région wallonne et la Région flamande sont chacune divisées en cinq provinces, tandis que la Région de Bruxelles-Capitale n'en comporte aucune. 
Les provinces sont elles-mêmes subdivisées en arrondissements administratifs et ceux-ci en communes.
L'origine du tracé des provinces belges se trouve dans les départements français instaurés sous la Première République, qui annexa la région après la Révolution française. Ceux-ci furent repris pour délimiter les dix-sept provinces du royaume uni des Pays-Bas, créé par le congrès de Vienne de 1815 sur les cendres du Premier Empire français et dont les huit provinces méridionales firent sécession en proclamant l'indépendance de la Belgique le 4 octobre 1830. Le territoire belge évolua encore jusqu'au traité de Maastricht de 1843 avant de se fixer définitivement en neuf provinces, la province de Luxembourg ayant été créée pour rejoindre la Belgique en 1839 (traité des XXIV articles).
Avec l’accroissement des querelles linguistiques et la délimitation de la frontière linguistique le 8 novembre 1962, l’État belge se lance dans une série de réformes, dont la quatrième fait dépendre les provinces des Régions et non plus du pouvoir fédéral. Cela entraine la scission de la province de Brabant en deux nouvelles provinces : la province du Brabant flamand et la province du Brabant wallon, portant le nombre total de provinces belges à dix. L'ancien chef-lieu du Brabant, Bruxelles fut rattachée à la Région de Bruxelles-Capitale, qui n'est plus soumise à la division en provinces mais qui a toutefois gardé quelques éléments du niveau provincial (principalement un Gouverneur et un vice-gouverneur).

## Histoire

Carte du royaume uni des Pays-Bas dont les huit provinces méridionales proclamèrent l'indépendance de la Belgique le 4 octobre 1830. La neuvième province, la province de Luxembourg y fut annexé lors de la scission du grand-duché de Luxembourg par le traité des XXIV articles signé le 19 avril 1839.

### Origines
L'origine du tracé des provinces belges se trouve dans la période française. En effet, après la Révolution française, les armées révolutionnaires envahissent les Pays-Bas autrichiens, la principauté de Liège et la principauté de Stavelot-Malmedy (qui forment la Belgique de l'époque) et les annexent à la République française par le traité de Campo-Formio du 17 octobre 1797.
L'Assemblée nationale divisa l'ensemble du « nouveau » territoire français en départements. La Belgique fut alors constituée de 9 départements appelés les « départements réunis » :  la Dyle, les Deux-Nèthes, l'Escaut, les Forêts, le Jemmapes, la Lys, l'Ourthe (à la suite du vote populaire exprimé le 17 février 1793), la Meuse-Inférieure et la Sambre-et-Meuse. 
Après la défaite de Napoléon Bonaparte, les puissances européennes victorieuses se réunirent lors du Congrès de Vienne pour décider du sort des anciens territoires français annexés. Elles décident de la création d'un nouvel état : le royaume uni des Pays-Bas, qui représente grosso modo les anciens Pays-Bas autrichiens et le territoire historique de la république des Provinces Unies. Celui-ci est divisé en dix-sept provinces, qui se calquent sur les anciens départements français. Les puissances nomment Guillaume Ier de la maison d'Orange-Nassau comme roi des Pays-Bas et, lors du même congrès, lui attribue des territoires personnels au sud de son nouveau royaume en compensation de la perte de ses principautés liée à la création de la confédération germanique : le grand-duché de Luxembourg.

### État belge à huit provinces
Après la révolution belge, huit des dix-sept provinces du royaume uni des Pays-Bas font sécession et proclament l'indépendance de la Belgique le 4 octobre 1830. Le nouvel état garde alors le découpage des anciens départements français mais avec le nom donné lors de l'époque néerlandaise et qui correspond plus ou moins aux territoires d’anciens duchés ou principautés du temps de la féodalité ou d’anciennes provinces des Pays-Bas méridionaux. Cette réforme nominale est assez typique du royaume uni des Pays-Bas et même de la Belgique acceptant en fait les idées démocratiques françaises, tout en les dissimulant sous d’autres appellations.
Ainsi les huit anciens départements devenus des provinces, sont :
- Le département des Deux-Nèthes, qui devient la province d'Anvers (chef-lieu : Anvers).
- Le département de la Dyle, qui devient la province de Brabant (chef-lieu : Bruxelles).
- Le département de l'Escaut, qui devient la province de Flandre-Orientale (chef-lieu : Gand).
- Le département de Jemmapes, qui devient la province de Hainaut (chef-lieu : Mons).
- Le département de la Lys, qui devient la province de Flandre-Occidentale (chef-lieu : Bruges).
- Le département de la Meuse-Inférieure, qui devient la province de Limbourg (chef-lieu : Maastricht).
- Le département de l'Ourthe, qui devient la province de Liège (chef-lieu : Liège).
- Le département de Sambre-et-Meuse, qui devient la province de Namur (chef-lieu : Namur).

### Neuvième et dixième province

Le 1 janvier 1995, la scission de la province de Brabant fit passer le nombre de provinces belges de neuf à dix.

Le département des Forêts, quant à lui, était devenu le grand-duché de Luxembourg, possession personnelle du roi des Pays-Bas, Guillaume Ier, depuis le congrès de Vienne de 1815. Il fut toutefois revendiqué par la Belgique puis scindé par le traité des XXIV articles signé le 19 avril 1839 en devenant, à l'ouest, la neuvième province belge : la province de Luxembourg et, à l'est le futur état luxembourgeois que nous connaissons aujourd’hui. C'est également lors de ce traité que fut scindée la province de Limbourg, dont la partie à l'ouest de la Meuse devint la province belge de Limbourg tandis que la partie à l'est redevint un duché : le duché de Limbourg, cédé à la confédération germanique puis rendu aux Pays-Bas en 1866 pour y former l'actuelle province néerlandaise de Limbourg.
Finalement, le nombre de provinces belges passe de neuf à dix le 1er janvier 1995 lors de la scission de la province de Brabant. En effet, la quatrième réforme de l’État belge fait passer la tutelle des pouvoirs locaux de l’État fédéral aux régions. Or, le Brabant était alors à cheval sur deux régions : la Région flamande au nord et la Région wallonne au sud, séparée par la frontière linguistique. De plus, son chef-lieu Bruxelles, dépendait de la région de Bruxelles-capitale. Il fut alors décidé de créer deux nouvelles provinces : le Brabant flamand au nord, avec pour chef-lieu Louvain et le Brabant wallon au sud, avec pour chef-lieu Wavre.

## Les Provinces
Les régions flamande et wallonne sont chacune divisées en cinq provinces, elles-mêmes subdivisées en arrondissements administratifs, eux-mêmes divisés en communes.
| Localisation | Drapeau | Armoiries | Nom                                               | Abréviation | Chef-lieu          | Population (hab., 1/01/2024) | Superficie (km2) | Densité (hab./km2) | Indice de richesse (2021) Belg.= 100 | Nombre de Conseillers (depuis fin 2018) |
| ------------ | ------- | --------- | ------------------------------------------------- | ----------- | ------------------ | ---------------------------- | ---------------- | ------------------ | ------------------------------------ | --------------------------------------- |
|              |         |           | Province d'Anvers (Antwerpen)                     | VAN         | Anvers (Antwerpen) | +1 926 522,                  | 2 876            | 670                | 104,5                                | 36                                      |
|              |         |           | Province de Limbourg (Limburg)                    | VLI         | Hasselt            | +0900 098,                   | 2 427            | 371                | 101,4                                | 31                                      |
|              |         |           | Province de Flandre-Orientale (Oost-Vlaanderen)   | VOV         | Gand (Gent)        | +1 572 002,                  | 3 007            | 523                | 108,4                                | 36                                      |
|              |         |           | Province du Brabant flamand (Vlaams-Brabant)      | VBR         | Louvain (Leuven)   | +1 196 773,                  | 2 118            | 565                | 115,6                                | 36                                      |
|              |         |           | Province de Flandre-Occidentale (West-Vlaanderen) | VWV         | Bruges (Brugge)    | +1 226 375,                  | 3 197            | 384                | 104,8                                | 36                                      |
|              |         |           | Province du Brabant wallon (Waals-Brabant)        | WBR         | Wavre              | +0414 130,                   | 1 097            | 377                | 115,2                                | 37                                      |
|              |         |           | Province de Hainaut (Henegouwen)                  | WHT         | Mons               | +1 360 074,                  | 3 813            | 357                | 87,0                                 | 56                                      |
|              |         |           | Province de Liège (Luik)                          | WLG         | Liège              | +1 119 038,                  | 3 857            | 290                | 92,9                                 | 56                                      |
|              |         |           | Province de Luxembourg (Luxemburg)                | WLX         | Arlon              | +0295 146,                   | 4 459            | 66                 | 98,3                                 | 37                                      |
|              |         |           | Province de Namur (Namen)                         | WNA         | Namur              | +0503 895,                   | 3 675            | 137                | 97,6                                 | 37                                      |

## Compétences

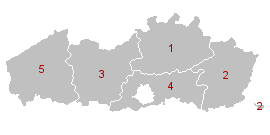
Provinces de la région flamande: Anvers (1), Limbourg (2), Flandre-Orientale (3), Brabant flamand (4) et Flandre-Occidentale (5).

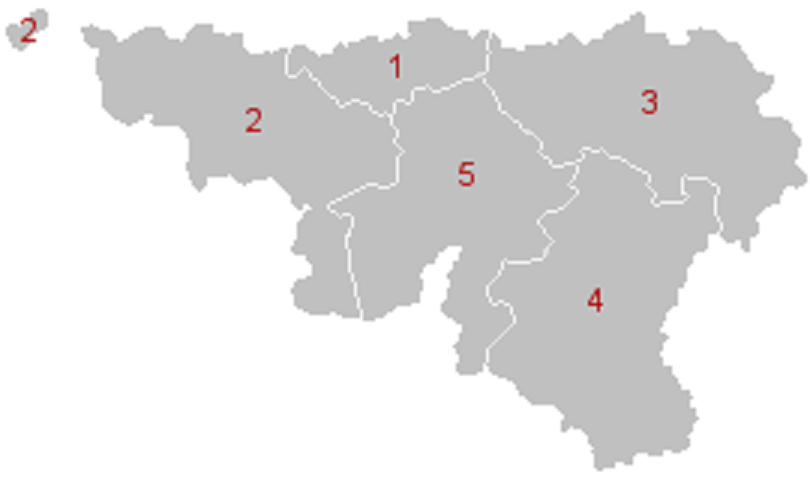
Provinces de la région wallonne : Brabant wallon (1), Hainaut (2), Liège (3), Luxembourg (4) et Namur (5).

La province gère tout ce qui est d'intérêt provincial, c'est-à-dire ni fédéral, ni communautaire, ni régional ou communal.
Les provinces belges sont autonomes mais sous contrôle des autorités supérieures (communautés ou régions). Elles peuvent agir dans une série de domaines, par exemple (liste non exhaustive) :
- enseignement ;
- infrastructures sociales et culturelles ;
- médecine préventive ;
- politique sociale ;
- environnement ;
- routes, cours d'eau et transport ;
- économie ;
- travaux publics ;
- logement ;
- emploi des langues.

### En Région wallonne
Les Régions sont compétentes en ce qui concerne l’organisation des pouvoirs locaux, soit principalement les communes et les provinces. C’est le Gouvernement régional qui nomme, sur avis conforme du Gouvernement fédéral, les gouverneurs des provinces, qui sont à considérer comme des fonctionnaires relevant de la Région. 
La compétence de la Région wallonne sur ses provinces est globale, « elle embrasse la composition, les compétences, le fonctionnement  et le financement des pouvoirs locaux, de même que la tutelle, les règlements, les règles électorales en ce compris les règles électorales (…) » La plupart de ces règles a été réunie au sein du Code wallon de la démocratie locale et de la décentralisation (abrégé sous le terme de CDLD). Le Parlement wallon est également compétent « pour modifier les limites de provinces et des communes » sans pour autant pouvoir modifier les limites de la frontière linguistique.
Il existe cependant quelques exceptions à cette compétence globale et exclusive de la Wallonie en ce qui concerne ses provinces. La plus importante exception sont les dispositions relatives à l’état civil, l’organisation de la police et des services d’incendie (qui dépendent du Gouverneur, agissant ici en commis du Gouvernement fédéral). Il s’agit là de compétences fédérales à peu près exclusives selon le principe des compétences exclusives du fédéralisme belge. Les autres exceptions sont moins importantes comme les dispositions relatives aux agents de l’État dans les provinces les fonctionnaires, l’organisation du droit de vote et de l’éligibilité pour les ressortissants étrangers, la compétence du Conseil d’État pour statuer en dernier ressort sur les contentieux électoraux locaux, les modalités des consultations populaires locales, certaines communes à statut linguistique spécial.

## Organisation politique
La Députation, du côté flamand, et le Collège provincial, du côté wallon, doivent assurer l'administration journalière des affaires provinciales. Elle peut aussi délivrer les autorisations d'exploiter des établissements industriels, artisanaux, commerciaux et agricoles, qui comportent des risques ou des nuisances.

### Gouverneur
Chaque province dispose, à sa tête, d'un gouverneur. Celui-ci dispose d'une série de pouvoirs en matière de sécurité et de maintien de l'ordre. Il se charge entre autres de la coordination des actions de secours lors de catastrophes d'une certaine importance.

### Le Conseil provincial
Les élections du conseil provincial au suffrage universel direct ont lieu tous les six ans en même temps que les élections communales. Le nombre d'élus dépend de la population de la province.
Le conseil provincial édicte les règlements provinciaux. Il se réunit au moins dix fois par an. Ses séances sont publiques, sauf lorsqu'il s'agit de questions de personnes.
Lors de sa première réunion, le conseil provincial élit en son sein un collège provincial composée de six membres ainsi que son Président.
Chaque année, le collège provincial présente au conseil une note de politique générale, faisant l'objet d'un débat en profondeur.
Le collège provincial approuve le budget annuel des recettes et des dépenses, les comptes, les impôts et les rétributions de la Province.

## Les provinces et le fédéralisme

### Revendication de l'autonomie wallonne par les provinces
Avant 1914, les socialistes et les libéraux, majoritaires en Wallonie mais ne pouvant traduire cette majorité sur le plan politique au niveau belge étant donné l’écrasante supériorité numérique des députés élus en Flandre, revendiquèrent une autonomie plus grande des provinces wallonnes. 
C’est ainsi que le conseil provincial de Liège, le 15 juillet 1913 et le président du conseil provincial du Hainaut, le 7 septembre de la même année plaidèrent face au roi Albert Ier en faveur d’une autonomie renforcée des provinces, dans le but d’assurer plus généralement une plus grande autonomie wallonne.
Ils avaient adopté en 1912 la motion suivante dont la teneur est digne d’intérêt car elle émane conjointement des deux provinces wallonnes les plus peuplées, le Hainaut et Liège : 
« Considérant qu’il y a lieu d’affirmer la volonté des populations wallonnes d’être gouvernées désormais conformément aux tendances généralement les plus généralement admises dans cette région du pays au point de vue philosophique et social comme au point de vue des intérêts matériels. Considérant que ces tendances sont actuellement enrayées par la suprématie inégale due à la puissance électorale des populations rurales d’Anvers, du Brabant (Nord) et du Limbourg. Considérant qu’un régime de large autonomie reconnue aux provinces belges wallonnes peut seul rétablir l’équilibre indispensable à la Nation, menacé par l’assujettisement complet dans lequel se trouvent ces régions sacrifiées. Pénétrés de l’ardente conviction que le vrai moyen de réaliser l’unité nationale dans l’unité nationale et la paix, c’est d’éviter l’absorption d’une des deux races par l’autre et de proclamer leur droit imprescriptible à la liberté par  l’autonomie. Proposent de porter à l’ordre du jour la question de l’élargissement des prérogatives des Conseils provinciaux dans tous les domaines de leur activité morale et matérielle. »

### La quatrième réforme de l'état
Entre 1993 et 1999, la quatrième réforme de l’État belge fait passer la tutelle des pouvoirs locaux de l’État fédéral aux régions, entraînant la scission de la province du Brabant en deux nouvelles provinces de part et d'autre de la frontière linguistique dès le 1er janvier 1995 : le Brabant flamand, au nord avec pour chef-lieu Louvain et le Brabant wallon au sud avec pour chef-lieu Wavre. L'ancien chef-lieu du Brabant, la ville de Bruxelles ne fut intégrée ni à l'une ni à l'autre province, mais à la troisième région du pays : la région de Bruxelles-Capitale. 

## Représentations dans les arts

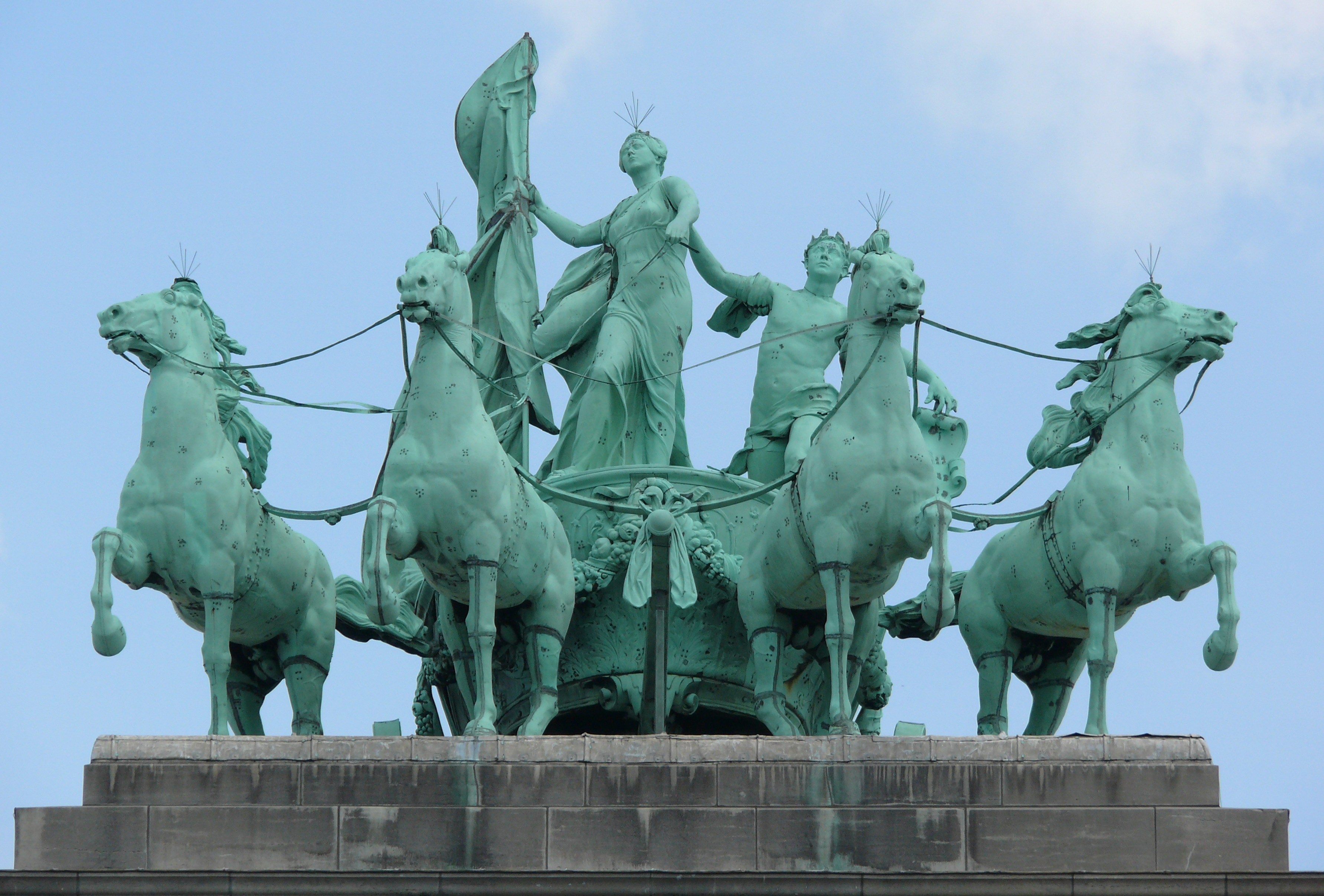
Le quadrige de bronze qui surmonte les Arcades du Cinquantenaire à Bruxelles est une allégorie de la province de Brabant et représente « le Brabant élevant le drapeau national ».

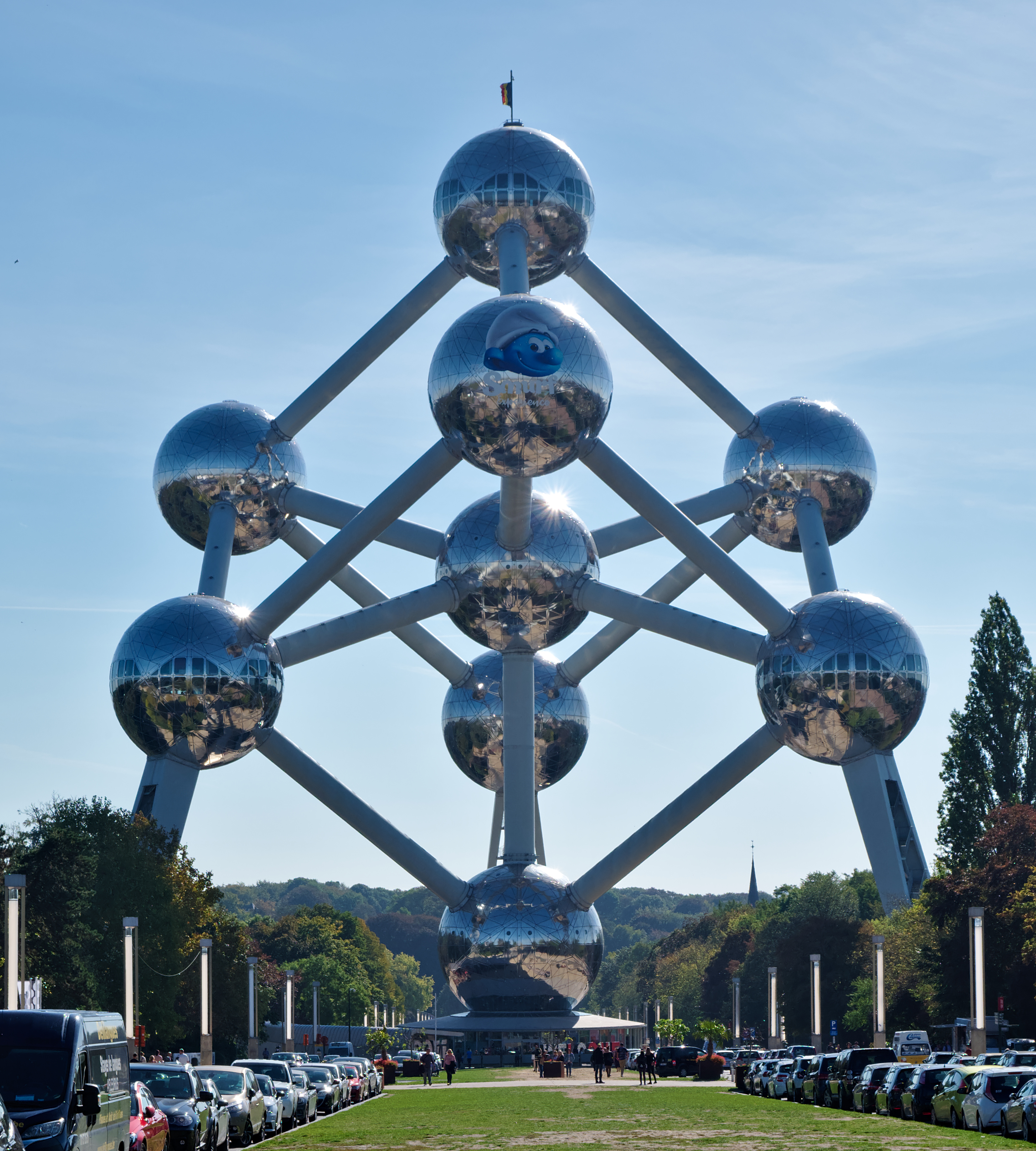
Une croyance populaire veut que les neuf boules de l'Atomium de Bruxelles représentaient également les neuf provinces de Belgique lors de sa construction pour l'exposition universelle de 1958. Ce fut cependant une pure coïncidence et, depuis la scission de la province du Brabant le 1 janvier 1995, la Belgique compte dix provinces et non plus neuf.

Les provinces ont été le sujet de plusieurs œuvres artistiques, telles que :
- Des sculptures allégoriques ajoutées en 1905 aux arcades du Cinquantenaire à Bruxelles et qui sont l'œuvre de Thomas Vinçotte et Jules Lagae.
- L’unique Vase des neuf Provinces produit par les cristalleries du Val-Saint-Lambert.

Une croyance populaire veut que les neuf boules de l'Atomium de Bruxelles représentent également les neuf provinces belges, qui étaient alors les plus grandes divisions administratives du Royaume lors de sa construction pour l'exposition universelle de 1958, lorsque les entités fédérées (communautés, régions administratives et régions linguistiques) n'existaient pas encore. Il s'agit cependant d'une pure coïncidence car la structure avait initialement une dimension strictement scientifique, représentant la maille conventionnelle du cristal de fer agrandie 165 milliards de fois. D'ailleurs, depuis la scission de la province de Brabant le 1er janvier 1995, la Belgique compte dix provinces et non plus neuf.

## Anecdote
Les Forces militaires belges stationnées en Allemagne de la fin de la Seconde Guerre mondiale au retrait définitif en 2003 (sauf le camp de Vogelsang, évacué en 2005) étaient régulièrement surnommées « la dixième province belge ».